# Маррахос
Братство Маррахос или Королевское и славное братство Отца Нашего Иисуса Назаретянина (исп. Marrajos, Real e Ilustre Cofradía de Nuestro Padre Jesús Nazareno) — покаянное братство Римско-католической церкви в Картахене, в Испании, основанное в 1641 году. Одно из четырёх братств, организовывающих ежегодные процессии в Страстную пятницу и на Пасху в Картахене. Цвет облачения — фиолетовый. Старший брат — Доминго Андрес Бастида Мартинес.

## История
Современный герб братства был принят в 1917 году и является работой местного скульптора Хуана Мигеля Сервантеса. Это латинский крест в окружении инициалов JN (Иисус из Назарета). Крест вписан в терновый венец, из которого исходят лучи. Герб увенчан королевской короной, так, как с 1917 года братство получило титул «Королевского», когда к нему присоединился в качестве почетного брата король Альфонс XIII. В настоящее время почетным членом братства является король Хуан Карлос I.
Происхождение братства остается неясным, так как почти все исторические документы были утеряны во время Гражданской войны в Испании (1936—1939). Традиционно считается, что братство было создано в середине XVI века рыбаками в старом районе, который располагался вокруг собора в городе. Когда в 1584 году в Картахене доминиканцами был основан монастырь Сан-Исидоро, братство оказалось приписанным к нему.
Некоторые исследователи относят основание братства на 1641 год, когда его члены оформили права собственности на часовню в доминиканском монастыре.
Наименование marrajos ведет своё начало от рыбаков, которые были основателями и благотворителями братства в честь Иисуса из Назарета, выделяя на нужды организации средства от продажи marrajo, акул-мако, обитавших в Средиземном море.
В 1663 году братство получило благословение на организацию двух шествий в день Страстной Пятницы, утром и вечером.
В 1684 году был утвержден новый Устав братства, а в 1695 году был приобретен участок в часовне в церкви Святого Доминика. В 1732 году здесь был поставлен монументальный алтарь в стиле барокко. Тогда же были созданы две большие крипты, где хоронили умерших членов организации. Крипты были обнаружены во время раскопок 2006 года.
В XVIII веке братство пережило гонения. Но, несмотря на трудности, в 1752 году им был приобретен образ Иоанна Богослова, работы Франсиско Сальсильо.
В 1925 году братство претерпело реорганизацию, что позволило решить вопросы с финансированием проектов организации. В 1930 году к двум процессиям была прибавлена еще одна — в ночь понедельника после Пасхи в честь Богоматери Милосердной. Большой урон был нанесен братству во время гражданской войны в Испании (1936—1939).
В 1959 году братство к трем процессиям добавило еще одну, в вечер Великой Субботы, посвященную Животворящему Кресту и Богоматери Одинокой.